# Паскшин (Лодзинське воєводство)
Паскшин (пол. Paskrzyn) — село в Польщі, у гміні Ренчно Пйотрковського повіту Лодзинського воєводства.
Населення — 330 осіб (2011).
У 1975-1998 роках село належало до Пйотрковського воєводства.

## Демографія
Демографічна структура станом на 31 березня 2011 року:
|          | Загалом | Допрацездатний вік | Працездатний вік | Постпрацездатний вік |
| -------- | ------- | ------------------ | ---------------- | -------------------- |
| Чоловіки | 172     | 35                 | 117              | 20                   |
| Жінки    | 158     | 27                 | 95               | 36                   |
| Разом    | 330     | 62                 | 212              | 56                   |